# Erich Konrad (Politiker)
Erich Konrad (* 4. Juni 1910 in Berlin; † 26. Juni 1987 in Hannover) war ein Mitglied (zuletzt Polizeirat) der Schutz- und Ordnungspolizei, SS-Sturmbannführer und ab Mitte der 1950er Jahre Politiker und niedersächsischer Landtagsabgeordneter.

## Leben
Konrad trat nach dem Abitur am 1. April 1930 als Offiziersanwärter in die Preußische Schutzpolizei ein. Er war bei der Polizeiverwaltung Berlin, zuletzt als Major der Gendarmerie. 1934 folgte seine Beförderung zum Leutnant in Osnabrück.
Zum 1. Mai 1937 trat er der NSDAP bei (Mitgliedsnummer 6.986.825). Ab Mai 1940 war er als Kompanie-Chef im Reserve-Polizei-Bataillon 101, ab August 1941 mit der Einheit im „Osteinsatz“. Im Polizeibataillon 101 hatte er genau zu der Zeit Dienst, als diese Einheit das Ghetto von Lodz errichtete und sich an Erschießungen polnischer „Geiseln“ beteiligte. Zwischen August 1941 und Juni 1942 wurde Konrad zum Reserve-Polizei-Bataillon 102 abgeordnet. Ab 1. Juni 1942 war er bei der Gendarmerie Linz. Ab dem 18. Mai 1943 befand er sich als Kommandeur der Ordnungspolizei im Einsatz in Kroatien (Agram-Zagreb). Mit Wirkung zum 15. September 1944 wurde er als Sturmbannführer (SS-Nummer 498.647), das entspricht einem Major der Wehrmacht, in das Führerkorps der Schutzstaffel der NSDAP aufgenommen. Konrad war als Sturmbannführer Mitglied der 37. SS-Standarte.
Er erhielt während der Nazi-Zeit folgende Ehrungen: Kriegsverdienstkreuz (1939) II. Klasse mit Schwertern, Medaille zur Erinnerung an den 1. Oktober 1938, Politischen Dienstauszeichnung 3. Stufe.
Im Juli 1945 kehrte er nach Osnabrück zurück. Danach wurde er interniert und am 5. September 1947 aus der Internierungshaft nach Georgsmarienhütte entlassen. Offenbar wurde er wieder in den Polizeidienst als Polizeirat aufgenommen. und 1955 (vorzeitig) in den Ruhestand versetzt. Danach war er in der freien Wirtschaft selbständig tätig. Konrad war seit September 1953 Mitglied der FDP. Er war Vorsitzender des Kreisverbandes Osnabrück, des Bezirksverbandes und seit Januar 1967 Landesschatzmeister.
Die ersten politischen Aufgaben übernahm Konrad als Mitglied des Rates der Stadt Osnabrück im Oktober 1956. Als Senator war er Mitglied des Verwaltungsausschusses und des Finanzausschusses, außerdem Vorsitzender des Schlachthofausschusses. Konrad war Mitglied des Niedersächsischen Landtages der fünften und sechsten Wahlperiode vom 20. Mai 1963 bis zum 20. Juni 1970. Er war Schriftführer des Niedersächsischen Landtages vom 12. Juni 1963 bis zum 16. April 1969 und nochmals vom 24. April 1969 bis zum 20. Juni 1970. Der FDP-Fraktion gehörte er bis zum 16. April 1969 an, danach war er fraktionslos. Ab dem 22. April 1969 war er Gast der CDU-Fraktion und wurde ab dem 5. November 1969 Mitglied der CDU-Fraktion.
Erich Konrad war Mitglied der Einsatzgruppen der Sicherheitspolizei und des SD, die die schlimmsten vorstellbaren Kriegsverbrechen begangen haben. Dabei war er seit 1940 Kompanieführer. Er wurde nie vor Gericht gestellt. Er wurde sogar in den Polizeidienst wieder aufgenommen, wenn auch vorzeitig pensioniert (oder entlassen). Danach macht er ab Mitte der 50er Jahre politische Karriere und war zum Schluss von 1963 bis 1970 Mitglied des Niedersächsischen Landtags. „Auch die Anfrage des niedersächsischen Innenministers Otto Bennemann am 5. Februar 1964 an die Zentrale Ermittlungsstelle der Landesjustizverwaltungen in Ludwigsburg ergab keine handfesten Hinweise auf die mögliche Beteiligung Konrads an Kriegsverbrechen.“